# Elisa Gasparin
Elisa Gasparin (* 2. Dezember 1991 in Poschiavo) ist eine ehemalige Schweizer Biathletin.
Sie ist die jüngere Schwester der zweimaligen Weltcupsiegerin im Biathlon Selina Gasparin und die ältere Schwester der aktiven Biathletin Aita Gasparin. 2010 bestritt sie erstmals ein Weltcuprennen und war bis zu ihrem Rücktritt im Jahr 2025 ein fester Bestandteil in der Schweizer Frauenmannschaft. Elisa Gasparin nahm 2014 und 2018 an Olympischen Spielen teil und erzielte dort je ein Top-10-Ergebnis.

## Karriere

### Anfänge (2006 bis 2010)
Gasparin bestritt am 18. März 2006 ihr erstes offizielles Rennen beim Massenstart im Europacup der Juniorinnen in Gurnigel. Unter insgesamt elf gemeldeten Athletinnen belegte sie Platz sechs hinter der Siegerin Marion Blondeau aus Frankreich. Zur Saison 2007/2008 wurde sie in das C-Kader der Schweiz aufgenommen. Anfang 2008 erreichte sie bei ihrer ersten Teilnahme an Biathlon-Juniorenweltmeisterschaften im deutschen Ruhpolding Rang 13 mit der Staffel und als bestes Einzelergebnis Rang 20 in der Verfolgung. In Realp wurde sie Ende März 2008 Schweizer Meisterin im Sprint der Juniorinnen.
Ihr erstes Rennen bei den Seniorinnen im Rahmen des IBU-Cups 2008/09 endete am 13. Dezember 2008 in Obertilliach mit Platz 44 im Einzel. Der Rückstand auf die Siegerin Romy Beer betrug bei sieben Schiessfehlern über zehn Minuten. Anfang April 2009 gelang ihr bei den Schweizer Meisterschaften der Juniorinnen ein Doppelsieg im Sprint und in der Verfolgung. In denselben Disziplinen verzeichnete sie Ende Januar 2010 zwei Top-Ten-Platzierungen bei den Juniorenweltmeisterschaften im schwedischen Torsby.
Im Februar belegte sie in Martell nach einer fehlerfreien Schiessleistung Platz 19 im Sprint des IBU-Cups. Nach drei Fehlern fiel sie im anschliessenden Verfolgungsrennen auf Platz 26 zurück. Anfang März 2010 sicherte sie sich trotz acht Strafrunden im Massenstart einen weiteren nationalen Juniorinnentitel.

### Weltcupdebüt und Aufstieg im Kader (2010 bis 2012)
Ihr Weltcupdebüt feierte Gasparin am 18. März 2010 beim Sprintrennen in Oslo. Zum ersten Mal in der Geschichte des Schweizer Biathlonsports gingen zwei Frauen im Weltcup an den Start. Mit einem Schiessfehler und fast drei Minuten Rückstand auf die Siegerin Simone Hauswald lief sie auf Platz 64 ins Ziel. Dasselbe Ergebnis wiederholte sie eine Woche später im russischen Chanty-Mansijsk. An gleicher Stelle kam zum Saisonabschluss bei der Mixed-Staffel-Weltmeisterschaft erstmals eine gemischte Schweizer Staffel zum Einsatz. Als zweite Läuferin erreichte Gasparin zusammen mit ihrer Schwester Selina sowie Benjamin Weger und Thomas Frei Rang 13 von insgesamt 18 Nationen.
In der Saison 2010/11 wurde Gasparin erneut zeitweise im Weltcup eingesetzt und erreichte ähnliche Platzierungen wie im Vorjahr. Bei den Juniorenweltmeisterschaften in Nové Město na Moravě gelang ihr Anfang Februar 2011 mit Rang sieben im Einzel das bislang beste Einzelergebnis bei internationalen Titelkämpfen, dem ein sechster Platz mit der Staffel folgte. Nach der erstmaligen Qualifikation für die anschliessenden Weltmeisterschaften in Chanty-Mansijsk startete sie in der Mixed-Staffel, im Einzel sowie im Sprint und platzierte sich im Mittelfeld.
Beim Sprintrennen in Hochfilzen in der Saison 2011/12 verpasste Gasparin als 41. die ersten Weltcuppunkte ihrer Karriere nur um einen Rang. Zehn Positionen vor ihrer Schwester Selina liegend, qualifizierte sie sich erstmals für einen Verfolgungswettkampf. Zwischen Januar und März 2012 nahm sie mit den Junioreneuropameisterschaften in Osrblie, den Juniorenweltmeisterschaften in Kontiolahti sowie den Weltmeisterschaften in Ruhpolding nacheinander an drei bedeutenden internationalen Veranstaltungen teil. Am 27. Januar 2012 gewann sie bei den kontinentalen Juniorentitelkämpfen die Bronzemedaille im Sprint. Zwei Tage danach verbesserte sie sich in der Verfolgung um einen Platz und errang Silber. Ende Februar erreichte sie mit Rang sieben im Einzel und Rang neun im Sprint zwei weitere Top-Ten-Platzierungen bei Juniorenweltmeisterschaften.
Zum Auftakt der Weltmeisterschaften in Ruhpolding platzierte sich die Schweizer Mixed-Staffel mit Gasparin als Startläuferin erstmals unter den besten zehn. An der Seite ihrer Schwester Selina sowie den beiden Juniorinnen Irene Cadurisch und Patricia Jost kam sie mit der ersten Schweizer Frauenstaffel bei einem Grossanlass als 21. von 26 gestarteten Nationen ins Ziel. Zum Ende ihrer ersten Saison bei den Seniorinnen wurde sie Schweizer Meisterin im Sprint sowie Vizemeisterin im Massenstart und stieg in das B-Kader auf.

### Im Weltcup (2012 bis 2025)

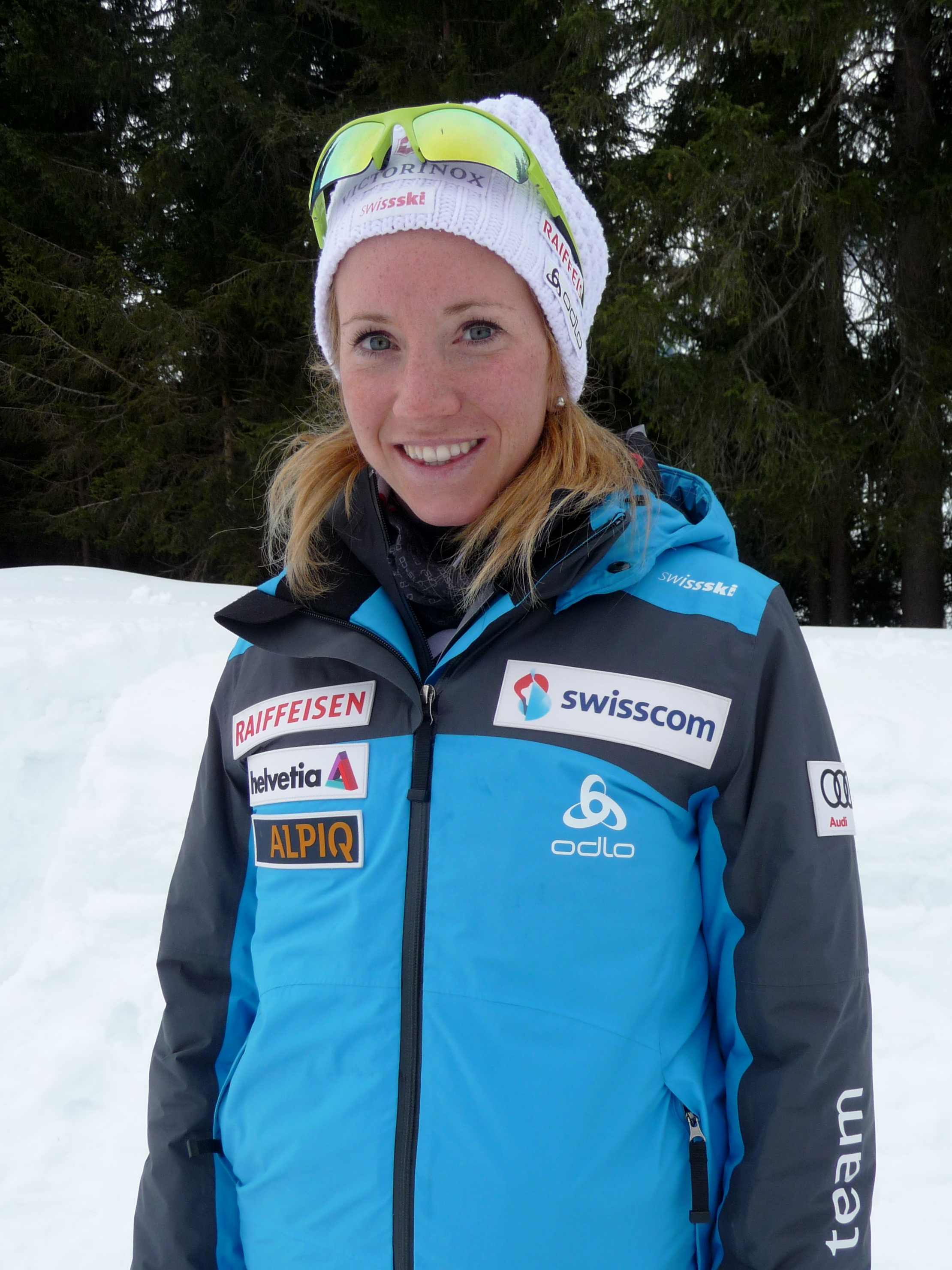
Elisa Gasparin bei den Schweizer Meisterschaften in La Lécherette, März 2013

Beim zweiten Weltcup der Saison 2012/13 in Hochfilzen gingen am 9. Dezember 2012 zum ersten Mal in der Geschichte des internationalen Biathlonsports mit Selina, Elisa und Aita Gasparin drei Schwestern in einer Staffel an den Start. Bei der Weltcuppremiere belegte die um C-Kader-Juniorin Ladina Meier-Ruge komplettierte Frauenstaffel Platz 16 von 22 gestarteten Nationen. Das beste Weltcupresultat gelang Gasparin am 17. Januar 2013 mit Rang 16 beim Sprint in Antholz und den ersten Weltcuppunkten in einer Einzeldisziplin. In der Historie des Schweizer Biathlonsports klassierten sich erstmals zwei Frauen in einem Wettkampf in den Punkterängen. Zwei Tage später verbuchte sie als 31. im Verfolgungsrennen weitere Weltcuppunkte. Mit verbesserten Lauf- und stabilen Schiessleistungen bestätigte sie in der Folge ihren Formanstieg. Nach Platz zwölf mit der Schweizer Mixed-Staffel zum Auftakt der Weltmeisterschaften in Nové Město na Moravě lief sie Anfang Februar 2013 im Sprint und in der Verfolgung mit den Rängen 36 und 35 jeweils vor ihrer älteren Schwester ins Ziel. Im Einzel erreichte sie als 34. auch im dritten WM-Einzelwettbewerb eine Top-40-Platzierung. Als Startläuferin war sie an Platz 13 der Schweizer Frauenstaffel beteiligt. Beim siebten Weltcup in Oslo steigerte sie sich von Position 48 im Sprint auf Rang 20 in der Verfolgung. Sie beendete die Saison als Dritte im Massenstart der Schweizer Meisterschaften und wurde in das A-Kader aufgenommen.
In den ersten drei Weltcups der Saison 2013/14 platzierte sich Gasparin im Mittelfeld.
Anfang Januar 2014 erreichte sie in Oberhof im Sprint und in der Verfolgung mit den Plätzen 19 und 23 die vom Verband vorgegebene Norm für die Teilnahme an den Olympischen Winterspielen 2014 in Sotschi und qualifizierte sich zum ersten Mal für ein Massenstartrennen. Beim nachfolgenden Weltcup in Ruhpolding erfüllte sie zusammen mit ihren beiden Schwestern sowie Irene Cadurisch als Schlussläuferin in der Frauenstaffel mit Rang zehn erneut die nationalen Selektionskriterien. Bei ihrem ersten olympischen Wettkampf schaffte sie am 9. Februar 2014 mit Platz acht im Sprint und knapp zehn Sekunden Rückstand auf einen Medaillenrang das bislang beste Karriereergebnis sowie ein olympisches Diplom. Nach den letzten drei Weltcups verbesserte sie als 54. im Gesamtweltcup ihren persönlichen Rekord um zwei Ränge und wurde nationale Meisterin im Massenstart.

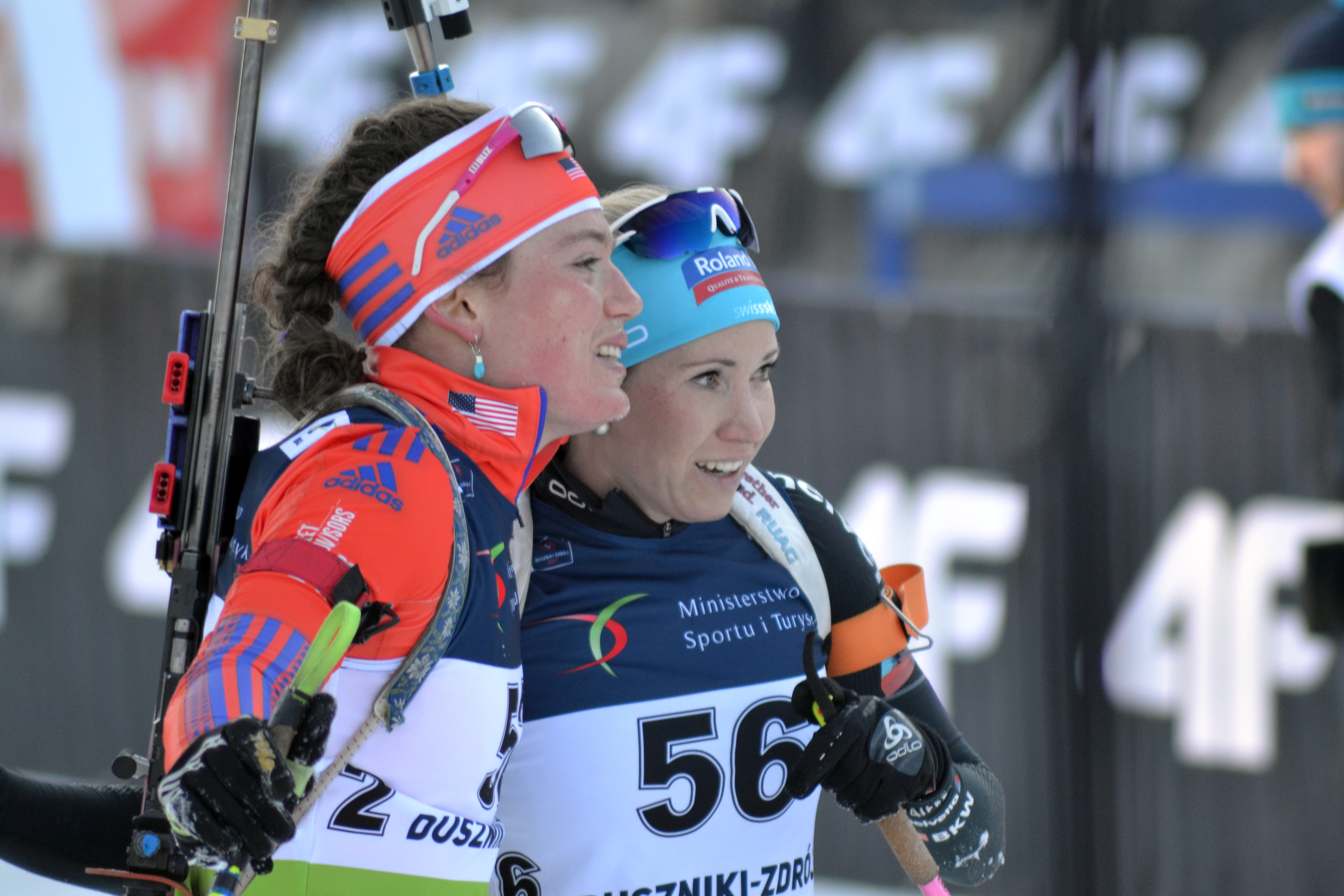
Gasparin (56) im Ziel mit Hallie Grossman nach dem Sprintrennen der Europameisterschaften 2017

Ausser Konkurrenz startend, gewann Gasparin im September 2014 das Einzelrennen bei den Deutschen Meisterschaften. Ende Dezember 2014 nahm sie erstmals an der World Team Challenge in Gelsenkirchen teil und belegte zusammen mit ihrem Mannschaftskollegen Benjamin Weger nach Materialproblemen Platz zehn.
In der Saison 2019/20 wurde sie zweimal mit der Schweizer Damenstaffel Dritte. Ihre Teamkolleginnen waren dabei jeweils ihre Schwestern Selina und Aita sowie Lena Häcki.
Im Januar 2025 kündigte Elisa Gasparin an, ihre Karriere zum Ende der Saison 2024/25 zu beenden.

## Persönliches
Elisa Gasparin wuchs in Pontresina auf und lebt in Lantsch/Lenz. Nach dem Besuch der Handelsmittelschule an der Academia Engiadina absolvierte sie 2012 und 2013 eine Ausbildung zur Fitness-Instruktorin an der Klubschule Migros in Chur.
Seit November 2014 sind sie und ihre Schwester Aita als zivile Mitarbeiterinnen im Bereich Sport beim Grenzwachtkorps tätig.

## Auszeichnungen
- Nach der Saison 2011 wurde sie Ende Mai vom Bündner Verband für Sport als Newcomerin des Jahres ausgezeichnet.[11]
- Bei der Wahl zur Sportlerin des Jahres am 14. Dezember 2014 in Zürich belegte sie in der Kategorie «Newcomer des Jahres» hinter Kariem Hussein mit 20,3 Prozent der Stimmen den zweiten Platz.[12]

## Statistik

### Weltcupplatzierungen
Die Tabelle zeigt alle Platzierungen (je nach Austragungsjahr einschliesslich Olympische Spiele und Weltmeisterschaften).
- 1.–3. Platz: Anzahl der Podiumsplatzierungen
- Top 10: Anzahl der Platzierungen unter den ersten zehn (einschliesslich Podium)
- Punkteränge: Anzahl der Platzierungen innerhalb der Punkteränge (einschliesslich Podium und Top 10)
- Starts: Anzahl gelaufener Rennen in der jeweiligen Disziplin
- Staffel: inklusive Mixed- und Single-Mixed-Staffeln

| Platzierung          | Einzel | Sprint | Verfolgung | Massenstart | Staffel | Gesamt |
| -------------------- | ------ | ------ | ---------- | ----------- | ------- | ------ |
| 1. Platz             |        |        |            |             |         |        |
| 2. Platz             |        |        |            |             |         |        |
| 3. Platz             |        |        |            |             |         |        |
| Top 10               |        |        |            |             | 4       | 4      |
| Punkteränge          | 5      | 11     | 13         | 3           | 24      | 56     |
| Starts               | 12     | 38     | 18         | 3           | 24      | 95     |
| Stand: 22. März 2015 |        |        |            |             |         |        |

| Saison  | Einzel | Sprint | Verfolgung | Massenstart | Gesamt | Gesamt |
| Saison  | Platz  | Platz  | Platz      | Platz       | Punkte | Platz  |
| ------- | ------ | ------ | ---------- | ----------- | ------ | ------ |
| 2024/25 | 18.    | 73.    | —          | 45          | 85     | 50.    |
| 2023/24 | 45.    | 55.    | 57.        | —           | 66     | 55.    |
| 2022/23 | 33.    | 21.    | 27.        | 30.         | 247    | 26.    |
| 2021/22 | —      | 51.    | 50.        | 50.         | 71     | 54.    |
| 2020/21 | 42.    | 57.    | 51.        | 40.         | 120    | 51.    |
| 2019/20 | 54.    | 59.    | 47.        | —           | 69     | 55.    |
| 2018/19 | 19.    | 31.    | 40.        | 48.         | 209    | 36.    |
| 2017/18 | 41.    | 42.    | 56.        | —           | 111    | 49.    |
| 2016/17 | —      | 76.    | —          | —           | 9      | 94.    |
| 2015/16 | —      | —      | —          | —           | —      | —      |
| 2014/15 | 20.    | 26.    | 21.        | 29.         | 346    | 22.    |
| 2013/14 | 40.    | 66.    | 50.        | 33.         | 103    | 54.    |
| 2012/13 | 54.    | 61.    | 42.        | —           | 74     | 56.    |

### Olympische Winterspiele
Ergebnisse bei Olympischen Winterspielen:
|                                             | Einzelwettbewerbe | Einzelwettbewerbe | Einzelwettbewerbe | Einzelwettbewerbe | Staffelwettbewerbe | Staffelwettbewerbe |
| Sprint                                      | Verfolgung        | Einzel            | Massenstart       | Damenstaffel      | Mixedstaffel       |                    |
| ------------------------------------------- | ----------------- | ----------------- | ----------------- | ----------------- | ------------------ | ------------------ |
| Olympische Winterspiele 2014 \| Sotschi     | 8.                | 31.               | 33.               | DNF               | 9.                 | 12.                |
| Olympische Winterspiele 2018 \| Pyeongchang | 31.               | 35.               | 8.                | 27.               | 6.                 | 13.                |